# Today Forever (EP)
Pour les articles homonymes, voir Today Forever.
Albums de Ride
Nowhere
(1990) Going Blank Again
(1992)
Today Forever EP est le quatrième EP de Ride, paru en mars 1991 sur le label Creation Records. Les 4 titres apparaissent sur la réédition de leur premier album Nowhere en 2001. Les trois premiers titres apparaissent également sur le single américain de Vapour Trail.

## Titres
Tous les titres ont été écrits par Ride.
1. Unfamiliar - 5:05
2. Sennen - 4:25
3. Beneath - 4:07
4. Today - 6:27